# اسپرینگ ولی لیک (کالیفرنیا)
اسپرینگ ولی لیک (به انگلیسی: Spring Valley Lake) یک منطقهٔ مسکونی در ایالات متحده آمریکا است که در شهرستان سن برناردینو، کالیفرنیا واقع شده‌است. اسپرینگ ولی لیک ۹٫۱۴۹ کیلومتر مربع مساحت و ۸٬۲۲۰ نفر جمعیت دارد و ۸۴۷٫۰۵ متر بالاتر از سطح دریا واقع شده‌است.